# Habronestes hooperi
Habronestes hooperi là một loài nhện trong họ Zodariidae.
Loài này thuộc chi Habronestes. Habronestes hooperi được Barbara C. Baehr miêu tả năm 2008.